# Tmarus longipes
Tmarus longipes är en spindelart som beskrevs av Lodovico di Caporiacco 1947. Tmarus longipes ingår i släktet Tmarus och familjen krabbspindlar. Inga underarter finns listade i Catalogue of Life.